# Ендрю Росс Соркін
Ендрю Росс Соркін (англ. Andrew Ross Sorkin; 19 лютого 1977, Нью-Йорк) — американський журналіст і автор. Фінансовий оглядач газети The New York Times і співавтор Squawk Box на телеканалі CNBC, а також засновник і редактор DealBook, служби фінансових новин, яку публікує The New York Times. Написав книгу бестселер «Занадто великий, щоб провалитися» та був одним із продюсерів її екранізації для HBO. Він також є співавтором серіалу «Мільярди» студії Showtime. 

## Життєпис
Ендрю народився в Нью-Йорку, в єврейській сім'ї драматурга Джоана Росса Соркіна, та Лоранс Т. Соркін, партнера юридичної фірми Cahill Gordon & Reindel. 
Соркін закінчив середню школу Скарсдейла в 1995 році і здобув ступінь бакалавра наук в Корнелльському університеті у 1999 році, де був членом братства Сігма Пі (англ. Sigma Pi).